# Đồ nội thất

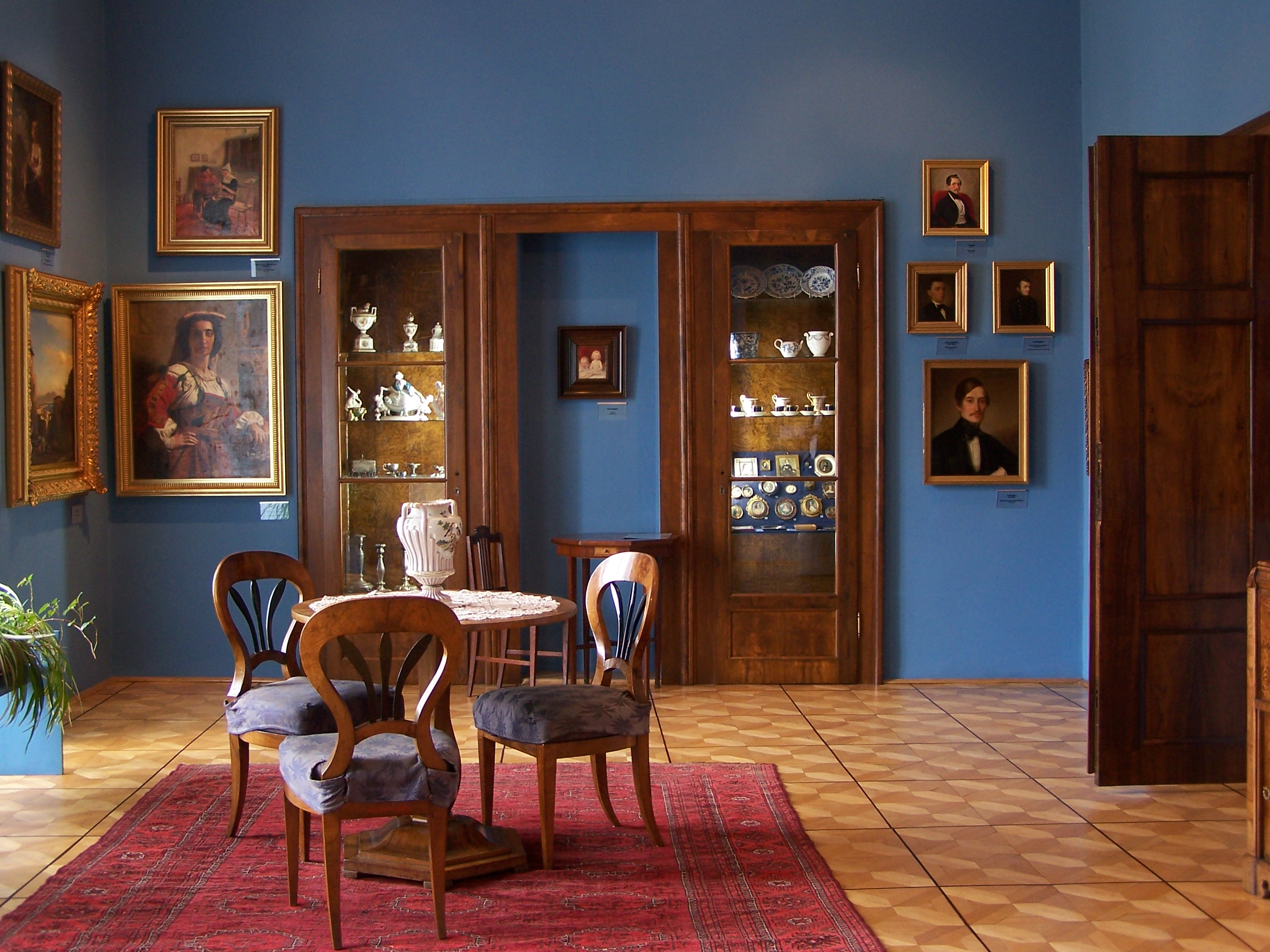
Thiết kế nội thất trong một căn phòng

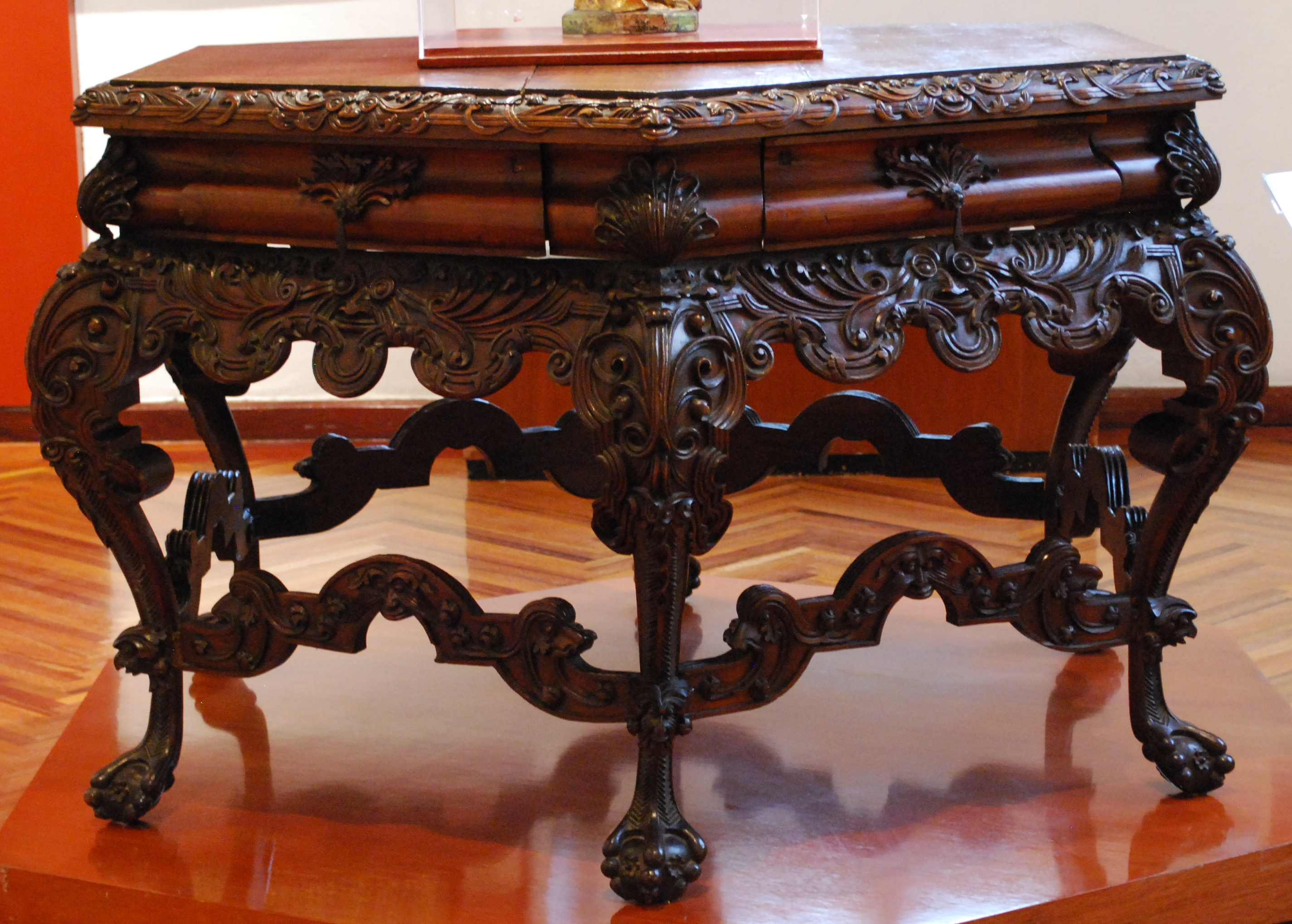
Một loại nội thất cao cấp

Đồ nội thất, vật dụng nội thất, thiết bị nội thất hoặc đơn giản là nội thất là những loại tài sản (thường là động sản) và vật dụng được bố trí bên trong một không gian trong nhà như một căn nhà, căn phòng hay cả tòa nhà nhằm mục đích hỗ trợ cho các hoạt động khác nhau của con người trong công việc, học tập, sinh hoạt, nghỉ ngơi, giải trí, hoặc để lưu trữ, cất giữ tài sản... có thể kể đến một số hàng nội thất như ghế ngồi, bàn, giường, tủ đựng áo quần, tủ sách, tủ chè, chạn, đồng hồ treo tường....
Hàng nội thất có thể là một sản phẩm được thiết kế tinh xảo và được coi là một hình thức trang trí nghệ thuật nhằm tôn vinh lên vẻ đẹp, sự sang trọng, giàu có của ngôi nhà, sự hài hòa giữa các phòng, phản ánh gu thẩm mỹ, phong cách sống của chủ nhà. Ngoài vai trò chức năng truyền thống của hàng nội thất nó có thể phục vụ vào mục đích mang tính biểu tượng và tôn giáo. Hàng nội thất kết hợp với ánh sáng... tạo không gian nội thất thoải mái và thuận tiện. Nội thất có thể được làm từ nhiều vật liệu, bao gồm cả kim loại, nhựa và gỗ.
Hàng nội thất trong thời trang là một phần trong tập tục của con người kể từ khi sự phát triển của nền văn hóa du mục. Bằng chứng về hàng nội thất tồn tại từ thời kỳ đồ đá mới cho đến thời gian và sau đó và trong thời cổ đại thể hiện qua những bức tranh, chẳng hạn như bức tranh treo tường được phát hiện tại Pompeii, các đồ điêu khắc đã được khai quật ở Ai Cập được tìm thấy trong ngôi mộ Ghiordes, trong thời hiện đại Thổ Nhĩ Kỳ....

## Hình ảnh

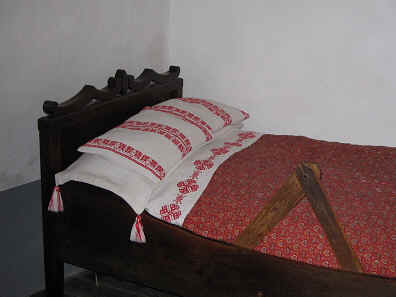
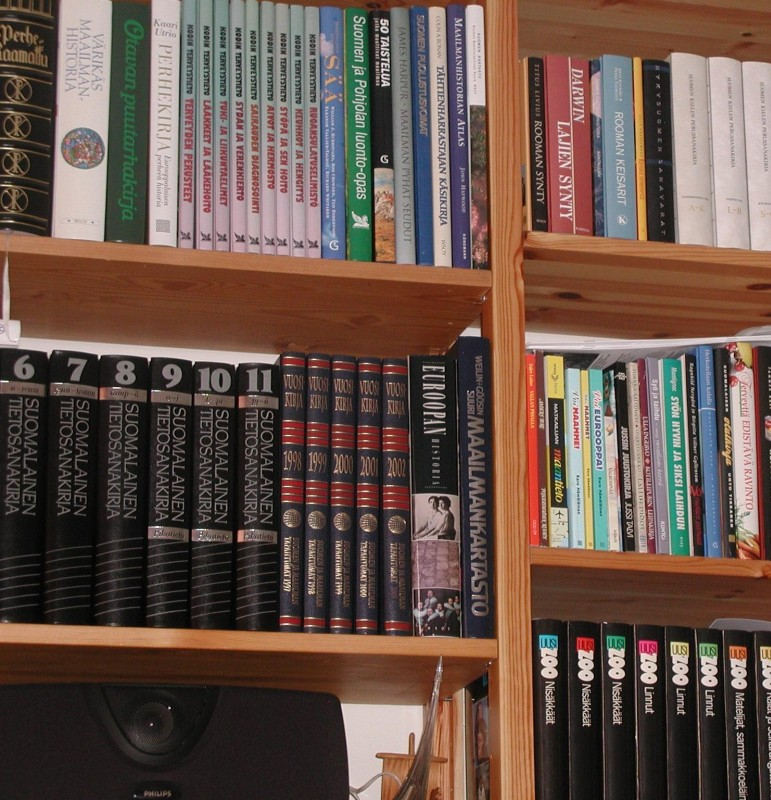
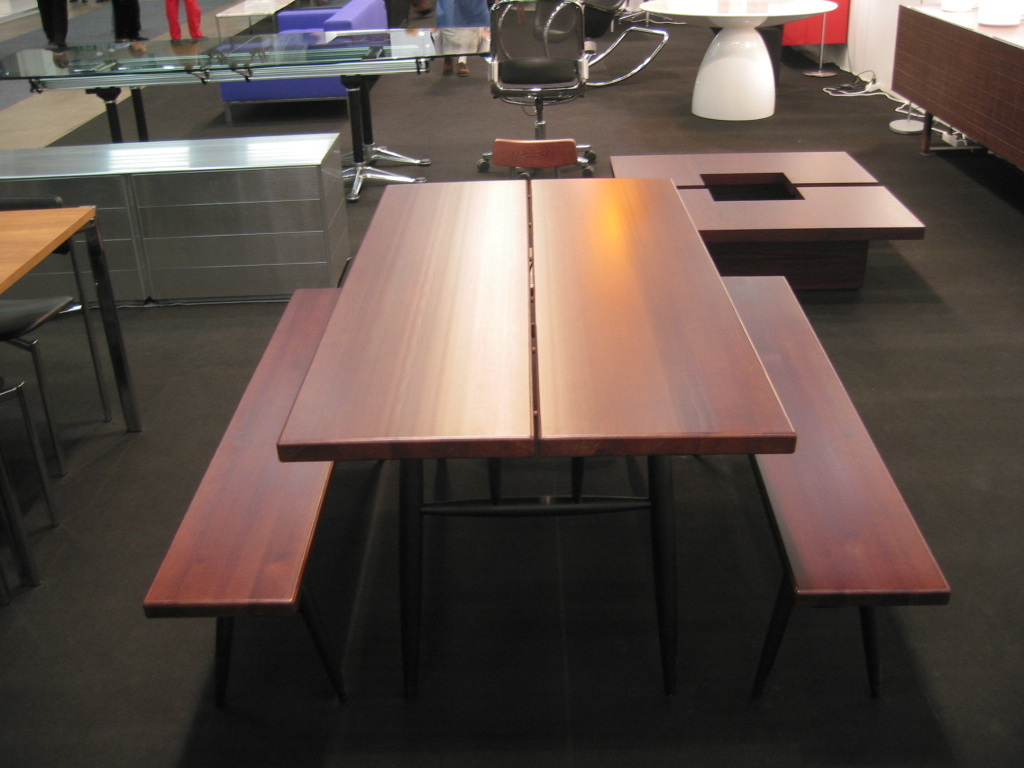
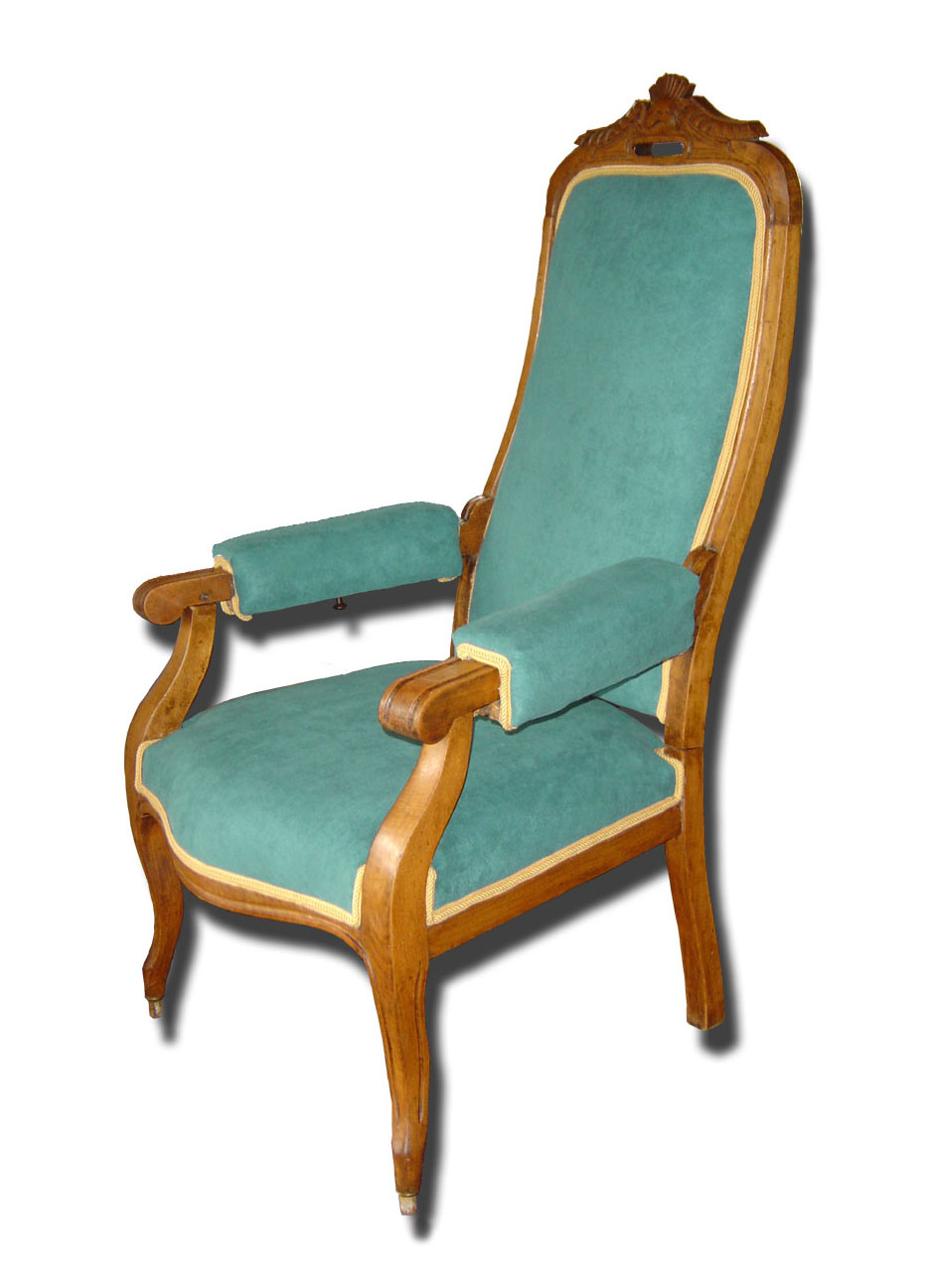
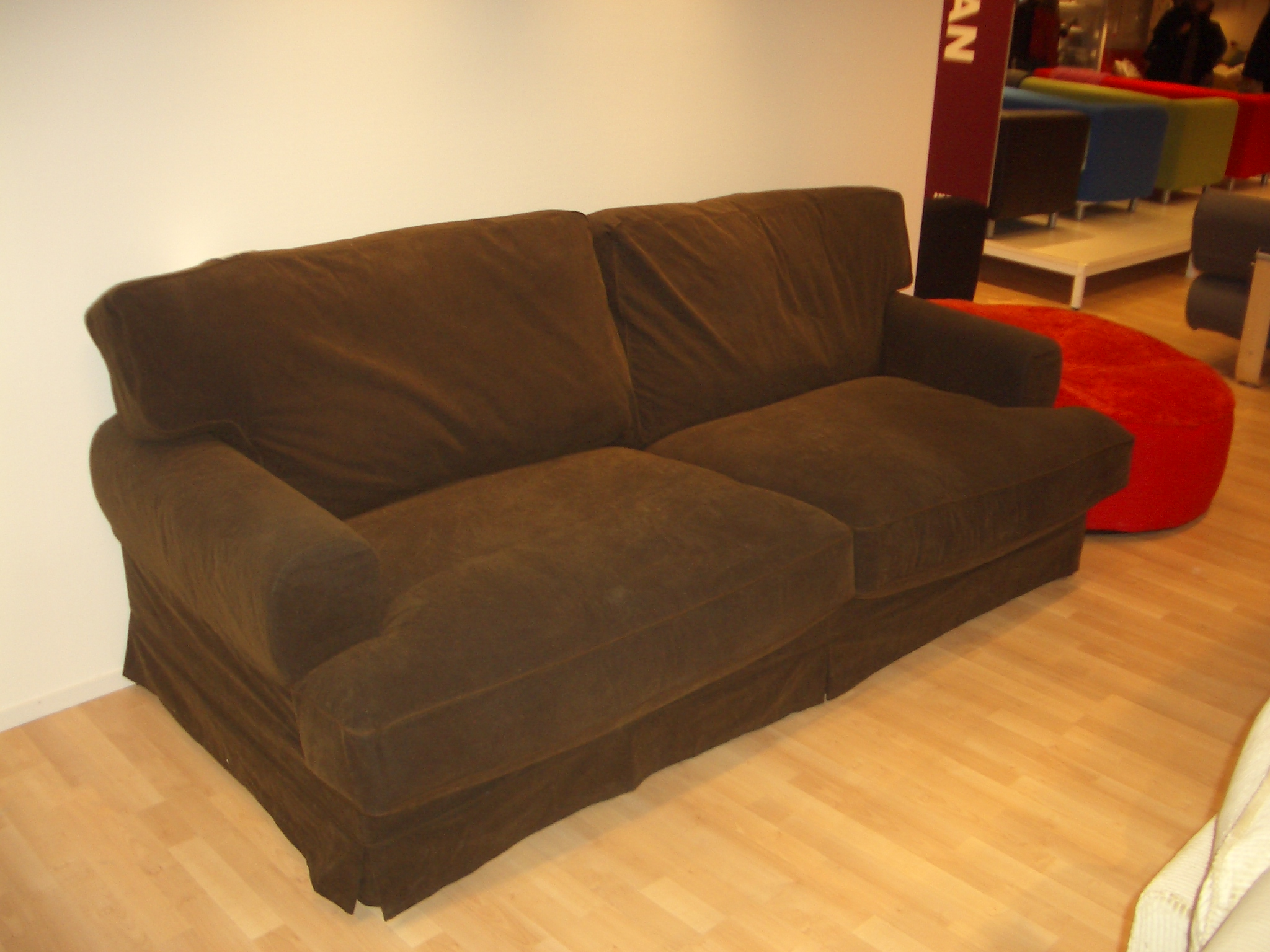
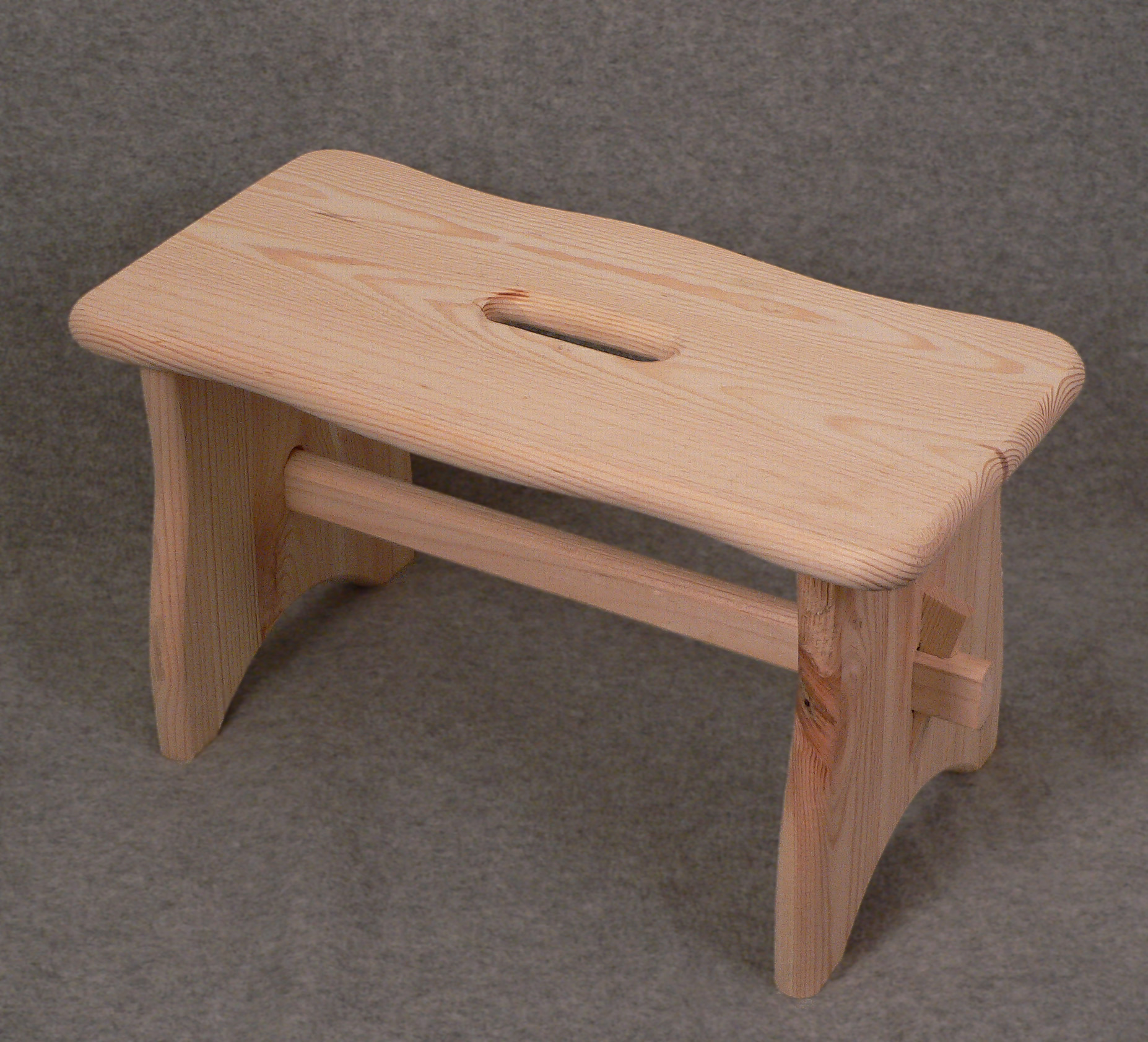
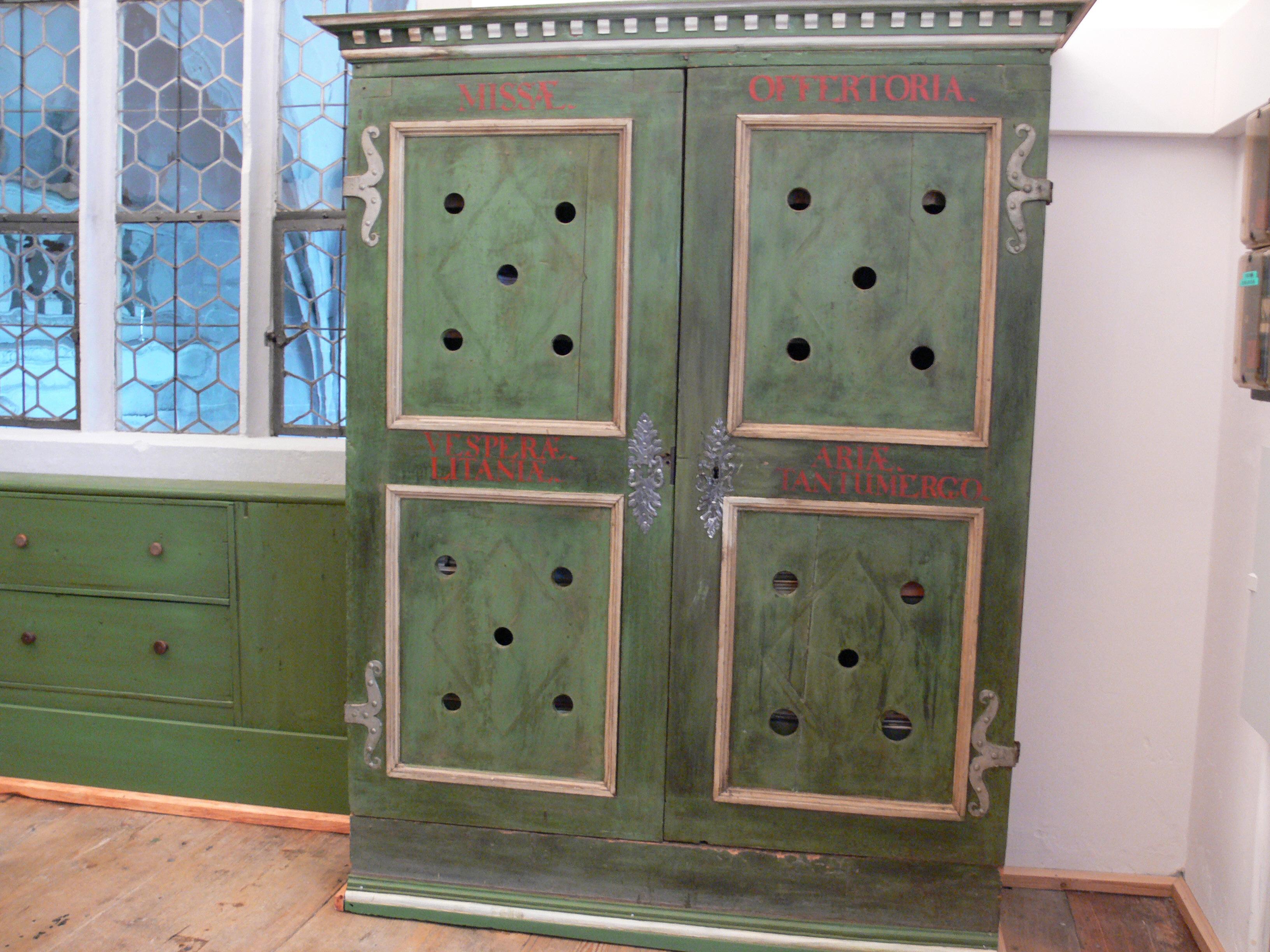
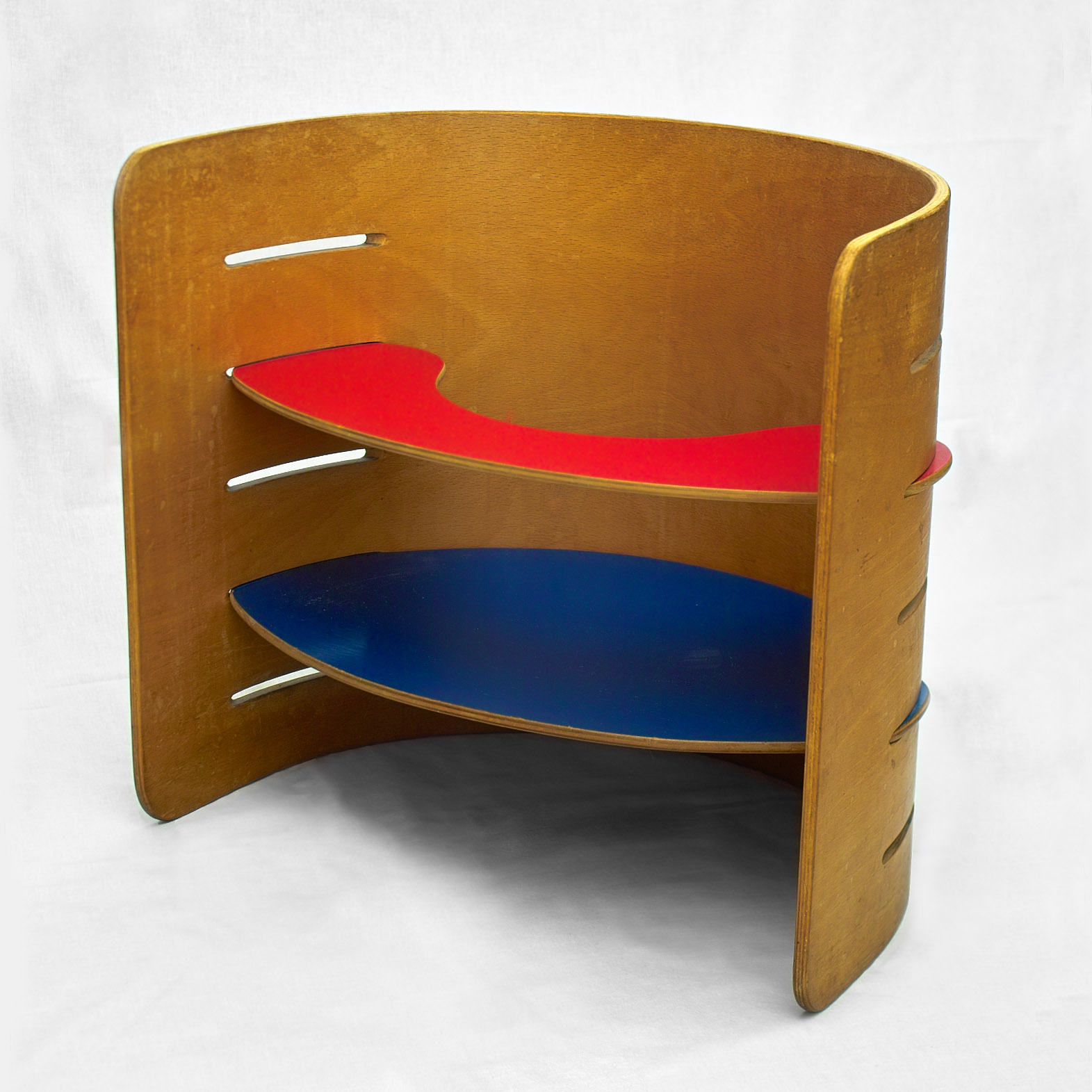
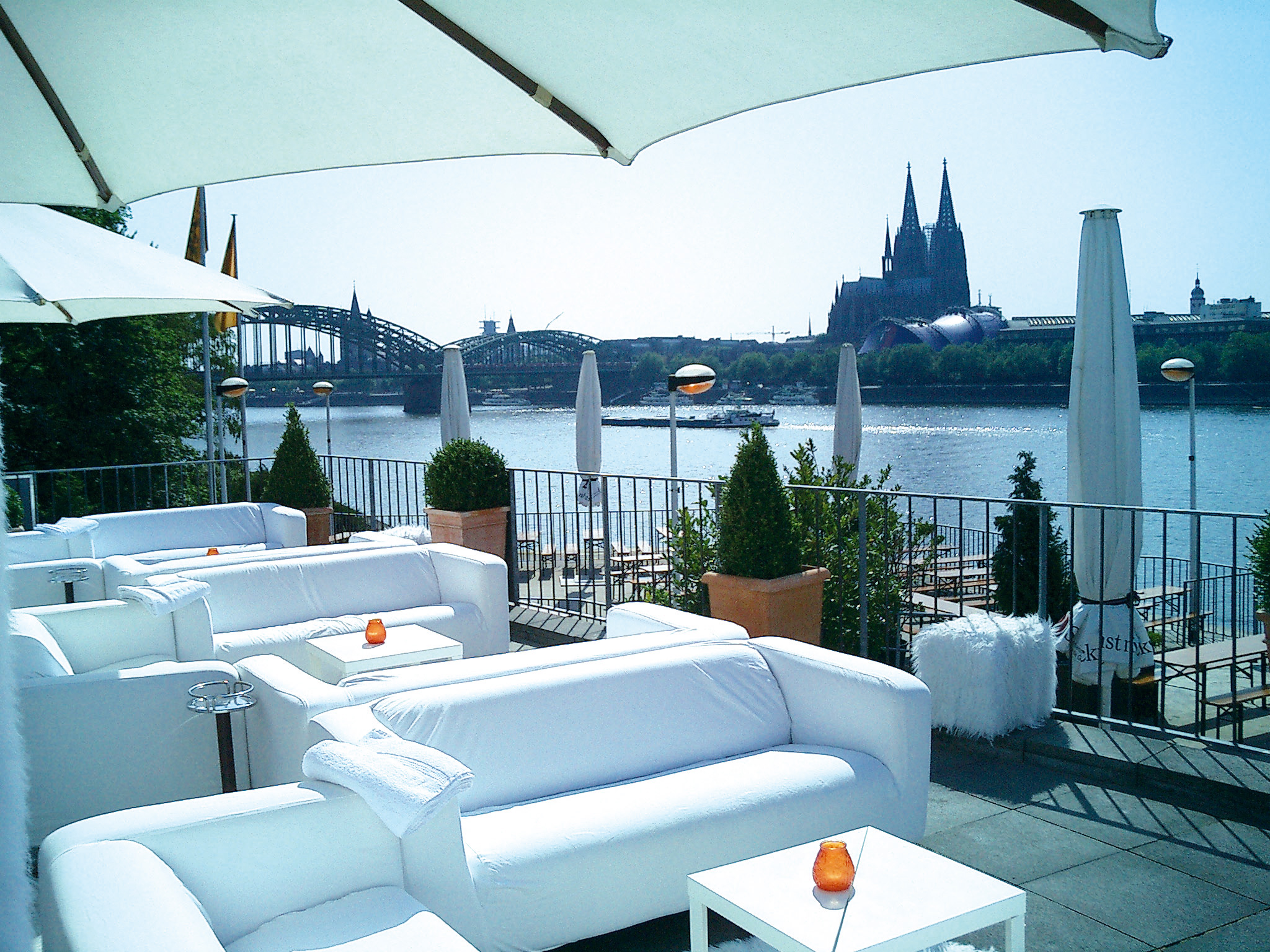
Ghế sofa